# Yuriko Tiger
 (décembre 2018).
Si vous disposez d'ouvrages ou d'articles de référence ou si vous connaissez des sites web de qualité traitant du thème abordé ici, merci de compléter l'article en donnant les références utiles à sa vérifiabilité et en les liant à la section « Notes et références ».
Eleonora Guglielmi, mieux connue sous le nom de Yuriko Tiger (ユリコ・タイガー, Yuriko Taigā), née à Savone le 5 juillet 1993, est une cosplayer italienne.

## Biographie
Eleonora Guglielmi débute dans le cosplay à l'âge de quatorze ans, gagnant plusieurs concours ; elle devient l'une des cosplayeuses italiennes les plus connues au Japon[réf. nécessaire]. En Italie, elle apparait occasionnellement dans certains journaux, programmes télévisés, magazines et vidéo blogs. Elle est aussi invitée en tant que jury Cosplay[Quand ?][Où ?]. En juin 2013 elle part à Tokyo grâce à son agence Dream Networks. En 2014 elle a aussi été invitée de nombreuses fois à des événements de divers types, elle est apparue dans de nombreux programmes télévisés, publicités et magazines de mode.
Née à Savone le 5 juillet 1993 et originaire d'Imperia, Yuriko Tiger commence sa carrière en 2008 en tant que cosplayeuse et vidéo blogueuse sur YouTube. Après avoir obtenu un certain succès dans les conventions italiennes[Quoi ?], en janvier 2013 elle part au Japon pour un voyage d'étude de trois mois. Après cela elle y retournera en juin 2013 où elle commencera à travailler pour certaines chaînes satellites italiennes[Lesquelles ?], travaillant en tant que journaliste pour l'émission de télévision dédiée à l'univers des jeux vidéo Gametimes. Après cela elle vient interviewé par l'équipe de tournage d'une émission populaire au Japon nommé Why did you come to Japan grâce à laquelle elle pourra progressivement frayer son chemin à l'intérieur du monde du spectacle au Japon. Elle devient très appréciée[réf. nécessaire] en tant que danseuse, chanteuse, modèle, tarento et s'affirme comme l'une des cosplayeuses italiennes les plus connues au Japon.
Au Japon elle travaille également pour Bandai Namco comme présentatrice et cosplayeuse officielle des personnages Lili Rochefort et Josie Rizal de la série Tekken, elle pose également en tant que Junko Enoshima pour le magazine officiel de Danganronpa. Ambassadrice et mascotte officiel de l’événement Sugoi Japan et photo modèle pour divers magazine et marques, pendant ce temps elle apparaît dans de nombreux programmes télévisés tout en continuant à fréquenter les conventions cosplay et de la culture japonaise les plus connues du Japon et de l'Italie, comme Lucca Comics, Romics, le Comicon et le Comiket.

## Prix
- Sanremo Cold-Play 2008 -  Vainqueur de la catégorie groupe
- Torino Comics 2009 - Vainqueur[De quoi ?]
- Festival del Fumetto 2009 - Vainqueur de la catégorie groupe
- Acqui Games 2009 - Vainqueur
- Hard Rock Cospride2009 - Prix décerné au meilleur costume de diva
- Genova comics 2009 - Prix spécial décerné à la meilleure actrice
- Sanremo Short Cosplay Test2009 - Vainqueur
- Italia Contest Mai 2010 - Vainqueur - prix décerné à la meilleure actrice
- La Spezia Comics and Games 2011 - Vainqueur, décerné à la meilleure actrice
- Montegames 19 juin 2011 - Vainqueur - prix  décerné à la meilleure actrice
- Ferragosto in cosplay (Dance cover competition) - Vainqueur
- Poirino in Cosplay - Oscar 1° - Vainqueur
- Treviso in TV (Crossplay concours) - Premier prix costumes hommes
- 2011 Rimini Comix - special awards of Group Queen's Blade - Echidna
- 2012 Montegames - Karaoké Contest - Vainqueur
- 2012 Cosplay On the Beach  - Vainqueur
- 2011/2012 Superfumettopoli spécial award of best yaoi -  Premier prix  costumes hommes

## Carrière (mars 2014 à janvier 2015 et actuelle)

### Télévision
- Tokoro-san no Nippon no deban( 所さんのニッポンの出番) (TBS)
- You ha nani shi ni nihon he? (YOUは何しに日本へ?) (TV Tokyo)
- Tabi Zuki-chan ( 旅ずきんちゃん) (TBS)
- Nobunaga (ノブナガ)(CBC TV)
- Viking (バイキング Baikingu) (Fuji TV)
- Sekai ni urikome! Nagoya meshi basutsuā CBC TV
- Zoom In!! Saturday (ズームイン！！サタデー  Zūmuin! ! Satadē') (NTV)
- You ha nani shi ni nihon he?  (YOUは何しに日本へ?) (TV Tokyo)
- 4x9 (4×9) (NTV)
- Nakazawa keiko no uppyi sutēshon(中沢佳子のうっぴぃステーション) (SBC TV)
- Uppyi guranpuri(うっぴぃーグランプリ) (TV Shinshū)
- N suta (Nスタ Ensuta) (TBS)
- Sandējapon (サンデージャポン Sunday Japon) (TBS)
- Nyantere (ニャンテレ) (Sendai Television)

### Web Tv
- Denjin? Getcha  (電人?ゲッチャ) (NicoNico Live)
- Wessu! (WEっす! ) (AmebaStudio Tv)
- Sho ko yuri burōdou~ei (しょこ・ゆりブロードウェイ) (AmebaStudio TV)
- HangameLive (NicoNico Live)/NHN PlayArt
- Tekken 7 (鉄拳7本格稼働直前スペシャル) (Namco Bandai Entertainment)
- Tekken 7 (鉄拳7本格稼働特別番組ニコ生配信) (Namco Bandai Entertainment)
- Nico Nico en direct à 23:05 TV (ニコニコ生放送23.5時間テレビ)
- Nikoraji(ニコラジ) Nico Nico invité en direct
- autres (他)

### CM[Quoi ?]
- Laswon (カスタードクリームシュー Kasutādokurīmushū)
- Yū gurūpu (長野トヨタ自動車）春バージョン Nagano Toyota Motor version printemps)
- Yū gurūpu ( 長野トヨタ自動車）秋バージョン Nagano Toyota Motor version automne)

### Radio
- Dr. Kopa no kogane no tobira(Dr.コパの黄金の扉) (KBS Radio)
- Shimada shūhei no kaiun rajio(島田秀平の開運ラジ) (Radio Nationale / 16 stations)
- Gotō mai no shinpai nai sa~a ~ (後藤麻衣の心配ないさぁ～) (Radio Nippon)
- Blsr Jewelry Bible (Radio Nippon)
- Nakazawa keiko no uppyi sutēshon( 中沢佳子のうっぴぃステーション) (SBC Radio)
- Miss Radio (ミスラジ Misuraji) (Nippon Cultural Broadcasting)

### Modèle
- Magazine hebdomadaire Playboy / gravure (週刊プレイボーイ/グラビア) (Shūeisha)
- Danganronpa Special Fan Book ( ダンガンロンパ スペシャル ファンブック) (Takarajimasha)
- Cosplay Channel première de couverture, numéro spécial (コスプレチャンネル」創刊号表紙、特集 ) (shimusamumedia)
- Cosplay Chanel deuxième de couverture, spécial calendrier (コスプレチャンネル」02号表紙、付録カレンダー、特集)
- Modèle Figure (フィギュアモデル) (Digimo)
- Modèle de peinture (Imai TakashiHiroshi), (絵画モデル(今井喬裕)展覧会出展、数作品/日本) exposé dans un salon au Japon
- Los Angeles Fine Art Show (The Los Angeles Fine Art Show」出展4作品絵画モデル) modèle exposante pour quatre œuvres de peinture (LA)
- Character models (キャラクターモデル) (COSPATIO)

### Ambassadrice et mascotte
- Mascotte officielle et ambassadrice pour Sugoi Japan
- Cosplayeuse officielle de Tekken (Bandai Namco Entertainment)

### Événements

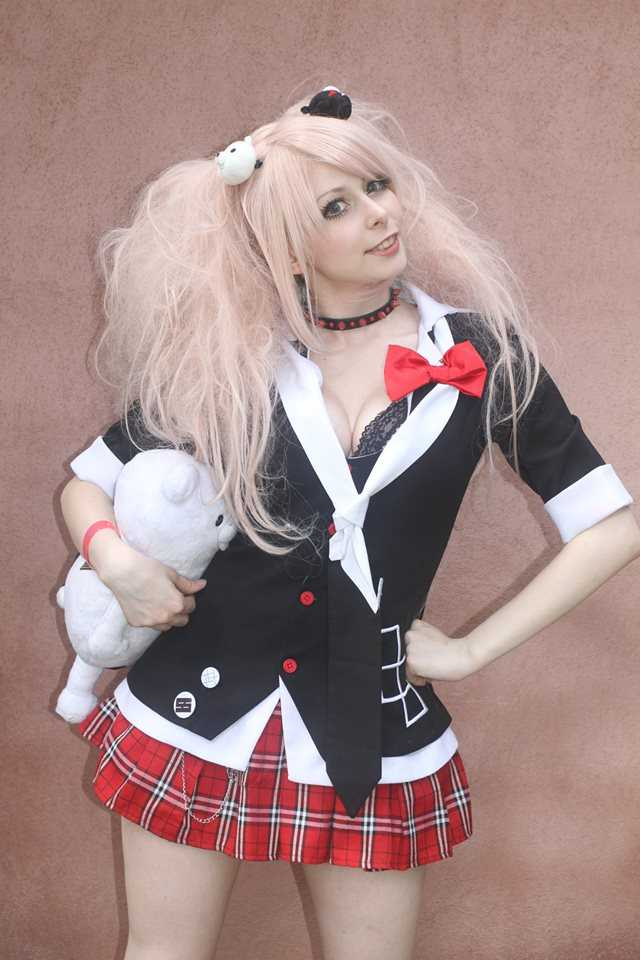
Yuriko Tiger (2014)

- Conférence NFC mobile 2014 (モバイルNFCカンファレンス2014)
- SAKAE RUNWAY 2014
- Playboy hebdomadaire Meeting poignée de main (Shūeisha) (週刊プレイボーイ」握手会（集英社）
- Romics anime and games convention / Italie
- Tekken 3 événement lié au jeu d’arcade / Guest (鉄拳3遊技機関連イベント/ゲスト出演)
- Etna Comics 2014 / Italie
- Japan Expo / France
- Anidan Meets WCS 2014 MC / WORLD COSPLAY SUMMIT (アニダンmeets WCS 2014 MC/世界コスプレサミット)
- Comiket 86 (コミックマーケット86) (Tokyo Big Sight)
- Tokyo Game Show 2014(東京ゲームショー 2014)( Makuhari Messe)
- Anisondisco (アニソンディスコ) (DJ)
- Festival de Cosplay d'halloween Ikebukuro(池袋ハロウィンコスプレフェス)
- Vocaloid Master (ボーカロイドマスター)
- Yū gurūpu 90e anniversaire festival  (ユー・グループ90周年フェスティバル) (Nagano Toyota Motor Corporation)
- 20e anniversaire de Tekken remerciement fans (MC) (鉄拳20周年ファン感謝祭) (Bandai Namco Entertainment)
- "Elsword" jeu en ligne (PR)( エルソード」オンラインゲーム) (NHN Playart)
- Comiket87 (コミックマーケット87) (Tokyo Big Sight)
- Niconico de jeux vidéo 2015 (ニコニコ闘会議2015) ( Makuhari Messe) (dwango)
- Anime Japan 2015 SUGOI JAPAN / (Journal Yomiuri)（読売新聞)
- Tekken 7 opération à grande échelle, événement spécial (鉄拳7本格稼働スペシャルイベント) (Bandai Namco Entertainment)
- TOKYO FREAKS / Guest
- NicoNico super-conférence 2015(ニコニコ超会議2015) (Bandai Namco Entertainment)
- web & marketing mobile EXPO 2015(web & モバイルマーケティングEXPO 2015)
- Etna Comics 2015 Live Stage / Italie
- Wondercon Bari Live Stage / Italie
- Yumei Matsuri 2015 / Makuhari Messe
- Shokugeki no soma (食戟のソーマ) PR event
- SOP Festa
- Toyama Cosplay Festa 2015(富山コスプレフェスタ2015)
- High School DXD conférence (ハイスクールD×Dプレス発表会) KONAMI
- Sekigahara battle gungi conférence (関ヶ原合戦軍議) Gifu
- PiNSA DE ROMA cérémonie d'ouverture (日本初上陸オープニングイベント)
- Nico Nico super party 2015 (ニコニコ超パーティー2015) (Saitama Super Arena)
- Lucca Comics 2015 / Italie
- SUGOI JAPAN 2016 et HMW collaboration PR / Shibuya / MODI (SUGOI JAPAN 2016」&「HMV」コラボPR/)(渋谷MODI)
- Tekken 7 Tournoi / JAPAN ROUND (鉄拳7トーナメント/JAPAN ROUND) (Differ Ariake)
- Anisodisco Shibuya WOMB (アニソンディスコ渋谷WOMB)
- The King of iron fist tournament 2015

### Doubleuse
- Doubleuse dans un jeu vidéo sur smartphone  Kurumana go korekushon interprétant Juliette (車なごコレクション」/ジュリエッタ役)